# 地域学部
地域学部（ちいきがくぶ）とは、人文科学・社会科学・自然科学を複合的に学び、日本国内の地域社会の創造を教育研究するために大学に置かれる学部の名称。
地域における諸問題を解決すると共に地域の発展を担う人材の育成を目標としている。

## 設置大学

### 国立大学
- 鳥取大学 地域学部

## 類似の学部・学科等設置大学

### 国立大学
類似学部・学群等
- 山形大学 地域教育文化学部
- 茨城大学 地域未来共創学環
- 岐阜大学 地域科学部
- 愛媛大学社会共創学部
- 高知大学 地域協働学部[1]
- 宮崎大学地域資源創成学部

類似学科・学類等
- 宇都宮大学地域デザイン科学部 コミュニティデザイン学科
- 山梨大学生命環境学部 地域社会システム学科
- 静岡大学 地域創造学環　地域サステナビリティコース　地域経営分野　地域共生分野
- 金沢大学 人間社会学域地域創造学類
- 徳島大学 総合科学部社会総合科学科 地域デザインコース（旧社会創生学科公共政策コース/地域創生コース）[2]
- 佐賀大学 芸術地域デザイン学部芸術地域デザイン学科地域デザインコース
- 熊本大学 文学部総合人間学科　地域科学コース（地域民俗学他）
- 鹿児島大学 法文学部法経社会学科 地域社会コース

### 公立大学
類似学部・学群
- 福知山公立大学 地域経営学部
- 奈良県立大学 地域創造学部
- 長崎県立大学 地域創造学部

類似学科・学類等
- 青森公立大学 経済経営学部 地域みらい学科
- 都留文科大学 教養学部地域社会学科
- 公立小松大学 国際文化交流学部国際文化交流学科 国際観光・地域創生コース
- 滋賀県立大学 人間文化学部地域文化学科 社会学分野

### 私立大学
類似学部・学群
- 札幌大学 地域共創学群
- 八戸学院大学 地域経営学部
- 青山学院大学コミュニティ人間科学部
- 追手門学院大学 地域創造学部
- 同志社大学 グローバル地域文化学部
- 山陽学園大学地域マネジメント学部
- 九州産業大学 地域共創学部

類似学科・学類等
- 東海大学国際文化学部（札幌キャンパス）地域創造学科 地域社会コース（他は健康スポーツコース、デザイン・建築コース）
- 北海道文教大学、国際学部、地域未来学科
- 東北学院大学 教養学部（2023年4月募集停止）地域構想学科
- 東北学院大学 地域総合学部 地域コミュニティ学科
- 茨城キリスト教大学 文学部 文化交流学科
- 明治大学政治経済学部 地域行政学科
- 東京女子大学 現代教養学部 国際社会学科 コミュニティ構想専攻
- 東京農業大学地域環境科学部 地域創成科学科地域マネジメント分野
- 金沢星稜大学 経済学部地域システム学科
- 天理大学 国際学部地域文化学科
- 吉備国際大学 農学部地域創成農学科